# Harderwijk FM
Harderwijk FM is een lokale omroep in de Nederlandse gemeente Harderwijk.

## Geschiedenis
Harderwijk heeft in het verleden een lokale omroep gehad, genaamd Lokale Omroep Harderwijk (HALO). Deze is officieel in 1981 opgericht en de eerste eigen uitzending heeft in 1986 plaats gevonden. Door onduidelijke redenen kwam er een eind aan het bestaan van deze zender. Een aantal medewerkers van die omroep heeft toen geprobeerd een doorstart te realiseren. Dit is uiteindelijk in 2003 gelukt, waarna Harderwijk FM een feit was. 

## Actueel
Harderwijk FM is een samenwerking aangegaan met Veluwe FM. Dit omdat vanuit de overkoepelende organisatie van lokale omroepen is opgedragen omroepen samen te voegen, en meer naar een streekomroep toe te gaan. Dit om de kwaliteit te verbeteren en kosten te drukken. Door het delen van programma's kan beter voldaan worden aan het lokale karakter en aan de norm die de overheid stelt aan een lokale omroep.
Harderwijk FM zendt 24 uur per dag uit via de ether op 107,7 FM en op de kabel op 94,0 FM. Ook is de zender via de website te beluisteren. 